# Epossidazione di Jacobsen

Struttura del catalizzatore di Jacobsen usato nell'epossidazione

L'epossidazione di Jacobsen è una reazione enantioselettiva che permette la preparazione di epossidi a partire da alcheni anche non funzionalizzati. È simile all'epossidazione di Sharpless, ma più generale poiché non necessita della presenza di un alcol allilico. La stereoselettività proviene dall'utilizzo di un catalizzatore al manganese con un enantiomero specifico di un particolare ligando, possedente simmetria molecolare C2. Il protocollo prevede anche l'aggiunta di un agente ossidante come l'ipoclorito di sodio. La reazione prende il nome dal suo inventore, il chimico statunitense Eric Jacobsen.

## Meccanismo
Il meccanismo di reazione prevede dapprima l'ossidazione del manganese; l'alchene esegue poi l'approccio passando sopra il lato del catalizzatore con il minore ingombro sterico, cioè proprio quello che contiene il ligando chirale. L'atomo di ossigeno viene poi trasferito dal metallo all'alchene, formando l'epossido selettivamente da un lato della molecola, che poi viene rilasciata. Il catalizzatore può così essere ossidato nuovamente per ripetere la reazione.